# يوهان سانتانا
جون سانتانا (بالإسبانية: Johan Santana)‏ هو لاعب كرة قاعدة فنزويلي، ولد في 13 مارس 1979 في توفار ‏ في فنزويلا.

## وصلات خارجية
- جون سانتانا على موقع دوري كرة القاعدة الرئيسي (الإنجليزية)
- جون سانتانا على موقعبيزبول رفرنس.كوم (الدوري الرئيسي) (الإنجليزية)
- جون سانتانا على موقعبيزبول رفرنس.كوم (الدوري الثانوي) (الإنجليزية)
- جون سانتانا على موقع إي إس بي إن.كوم (أم.أل.بي) (الإنجليزية)
- جون سانتانا على موقع مشجعي الرسوم البيانية (الإنجليزية)